# Союзплодоимпорт
Федеральное казённое предприятие «Союзплодоимпорт» (ФКП «Союзплодоимпорт») —  правообладатель более 140 товарных знаков на алкогольную, спиртосодержащую и пищевую продукцию. Деятельность ФКП «Союзплодоимпорт» направлена на обеспечение эффективного использования товарных знаков предприятия, защиту и восстановление исключительных прав предприятия на всемирно известные алкогольные марки: «Столичная», «Московская», «Русская», «Советское», «Зубровка» и др., создание оптимальных условий для производства продукции, а также выявление и устранение нарушений прав на товарные знаки в России и за рубежом.
«Союзплодоимпорт» осуществляет действия по защите и восстановлению прав на принадлежащие предприятию товарные знаки в России и за рубежом. «Союзплодоимпорт» является правообладателем более 140 товарных знаков и наименования места происхождения товара (НМТП) «Русская водка».
Продукция, производимая по лицензии ФКП «Союзплодоимпорт», экспортируется более чем в 33 страны мира.
Организация была создана 9 апреля 2002 года распоряжением Правительства Российской Федерации от 29 декабря 2001 г. №1741-р.

## История
В середине 1960-х годов товарные знаки классических российских водок, в числе которых были «Столичная», «Московская» и «Русская», принадлежали СССР и приносили многомиллионный доход в бюджет страны.
30 июня 1966 года Министерством внешней торговли СССР было учреждено Всесоюзное объединение «Союзплодоимпорт» (с 1990 года - ВВО «Союзплодоимпорт»), на имя которого в 1969 году были зарегистрированы товарные знаки «Moskovskaya», «Stolichnaya» и «Русская». Одним из основных видов деятельности ВО «Союзплодоимпорт» был экспорт традиционных русских водок под этими марками.
В начале 1990-х годов в ходе всеобщей приватизации руководство ВВО «Союзплодоимпорт» начало предпринимать шаги по преобразованию в акционерное общество путём выпуска акций на всю стоимость имущества предприятия. Однако порядок и последовательность действий для осуществления приватизации не были соблюдены, что привело к незавершённости процесса преобразования ВВО «Союзплодоимпорт» в акционерное общество.
После акционирования предприятия ВВО «Союзплодоимпорт», которое владело торговыми знаками, в 1991 году знаки, как предполагалось, перешли к ВАО «Союзплодоимпорт» на основании правопреемства. Но 13 мая 1991 г. Министерство сельского хозяйства и пищевых продуктов РСФСР обратилось с протестом к председателю Государственного комитета по изобретениям и открытиям при Государственном комитете СССР по науке и технике против регистрации некоторых товарных знаков, зарегистрированных до этого на имя ВВО «Союзплодоимпорт», включая товарный знак «Столичная». Протест был частично удовлетворен и с 7 августа 1991 г. товарный знак «Столичная» утратил правовую охрану. То есть ВАО «Союзплодоимпорт» владело товарными знаками «Столичная» и «Московская» в США и Европе, однако в Российской Федерации отрицалась возможность их принадлежности кому-либо.
8 апреля 1994 г. президент РФ Б.Н.Ельцин уполномочил премьер-министра В.С.Черномырдина рассмотреть проблему «обеспечения правовой охраны наименований, предназначенных для обозначения всемирно известных российских водок», а председателя Комитета Российской Федерации по патентам и товарным знакам пересмотреть и отменить решение от 7 августа 1991 г. об аннулировании регистраций данных товарных знаков. 6 мая 1994 г. председатель Роспатента отменил решение от 7 августа 1991 г. об аннулировании регистрации товарных знаков и ВАО «Союзплодоимпорт» было признано законным владельцем товарных знаков «Столичная» и «Московская».
В апреле 1996 года ВАО «Союзплодоимпорт» изменило своё название на ВЗАО «Союзплодоимпорт» и в 1997 году в обход законодательства РФ уступило права на товарные знаки «Stolichnaya», «Moskovskaya» и другие во всём мире аффилированной ей контролируемой Юрием Шефлером частной компании ЗАО «Союзплодимпорт», формально не связанной с ВВО «Союзплодоимпорт» и расположенной за рубежом.
В 1999 году ЗАО «Союзплодимпорт» было переименовано в ОАО «Плодовая компания», которое незаконно присвоило и впоследствии уступило права на зарубежные и международные товарные знаки «Stolichnaya», «Moskovskaya» и другие аффилированной ей нидерландской офшорной компании Spirits International N.V.
В следующем году право на реализацию «Столичной» на территории США купила британская компания «Allied Domecq».
В 2000 г. заместитель генерального прокурора Российской Федерации предъявил в Арбитражный суд г. Москвы иск к ОАО «Плодовая компания» и Московской регистрационной палате с требованием признать недействительным п. 2 устава ОАО «Плодовая компания», согласно которому общество было объявлено правопреемником ВВО «Союзплодоимпорт», и обязать Московскую регистрационную палату зарегистрировать изменения устава ОАО «Плодовая компания», исключив оспариваемую часть устава. Эти  исковые требования были удовлетворены, суд постановил, что поскольку преобразование одного предприятия в другое означает прекращение существования реорганизованного предприятия, тот факт, что в упомянутых документах о создании АО «Союзплодоимпорт» одним из учредителей указано ВВО «Союзплодоимпорт», означает, что последнее не реорганизовывалось, продолжало существовать после создания ВАО «Союзплодоимпорт» и юридически существует до настоящего времени, а учредителями ВАО «Союзплодоимпорт» фактически создано новое юридическое лицо, не имеющее отношения к ВВО «Союзплодоимпорт». Поскольку это новое юридическое лицо не являлось и не могло являться правопреемником ВВО «Союзплодоимпорт», запись в уставе истца о таком правопреемстве неправомерна. В конечном итоге решением Высшего арбитражного суда Российской Федерации, оставившего в силе это решение, было установлено, что ВАО «Союзплодоимпорт» и, следовательно, ОАО «Плодовая компания» не являются правопреемниками ВВО «Союзплодоимпорт». Роспатент перерегистрировал знаки на государство в лице Минсельхоза РФ.
В 2002 году Минсельхоз учредил федеральное казённое предприятие «Союзплодоимпорт», и 26 октября 2001 года права на 17 товарных знаков, включая «Stolichnaya», «Moskovskaya», «Русская» и др. были зарегистрированы на имя Российской Федерации в лице Минсельхоза России. 9 апреля 2002 года в соответствии с распоряжением Правительства РФ № 1741-р от 29 декабря 2001 года права пользования и распоряжения 17 товарными знаками, принадлежащими Российской Федерации, были переданы ФКП «Союзплодоимпорт».
С 2002 года за рубежом постоянно идут судебные процессы по возвращению марки «Столичная» и ещё нескольких известных водочных брендов под контроль ФКП «Союзплодоимпорт».
12 февраля 2015 г. в соответствии с Постановлением Правительства РФ № 117 от 12 февраля 2015 г. Правительство РФ наделило ФКП «Союзплодоимпорт» исключительными правами на товарные знаки ранее находившиеся в оперативном управлении предприятия.

## Руководство
- Логинов, Владимир Григорьевич (2002 — 2009)[7]
- Чуркин Александр Николаевич (июль 2009 — декабрь 2009)[8]
- Алёшин Игорь Олегович (декабрь 2009 года — июль 2018)[9]
- Маклаков Алексей Витальевич (февраль 2019 — н. в.)[10][11]

## Деятельность

### Защита интеллектуальной собственности
С 2003 года ФКП «Союзплодоимпорт» осуществляет деятельность по восстановлению прав Российской Федерации на товарные знаки «Stolichnaya», «Moskovskaya» и другие по всему миру.
- В июле 2003 года Международное бюро Всемирной организации интеллектуальной собственности признало ФКП «Союзплодоимпорт» законным владельцем международных товарных знаков «Stolichnaya», «Moskovskaya», «Лимонная», «Zubrovka», «Sibirskaya», «Русская», а также товарного знака «Soviet Sparkling» (советское шампанское).
- В августе 2003 года апелляционная комиссия Государственного агентства Азербайджанской Республики по стандартизации, метрологии и патентам аннулировала регистрацию товарных знаков, зарегистрированных ранее на ВЗАО «Союзплодоимпорт» (ОАО «Плодовая компания»), и зарегистрировала их на ФКП «Союзплодоимпорт».
- 6 января 2005 года патентное ведомство Румынии вынесло решение о признании ФКП «Союзплодоимпорт» владельцем государственных товарных знаков.
- 19 сентября 2005 года патентное ведомство Венесуэлы приняло решение о признании ничтожными уступки государственных товарных знаков компании, входящей в группу S.P.I. Владельцем этих знаков признано ФКП «Союзплодоимпорт».
- 14 июня 2006 года Окружной суд Роттердама вынес решение, устанавливающее, что преобразование ВВО «Союзплодоимпорт» в акционерное общество не имело места, а действия группы S.P.I. по приобретению товарных знаков «Stolichnaya» и «Moskovskaya» носили незаконный характер. Также суд постановил, что обозначение «Russian vodka» на продукции S.P.I. вводит потребителей в заблуждение, поскольку продукт произведён не в России.
- 7 июня 2007 года Европейский суд по правам человека (Страсбург, Франция) вынес решение о признании решений российских судов, на основании которых права на товарные знаки признаны за Российской Федерацией, соответствующими Европейской конвенции о защите прав человека и основных свобод.
- 30 апреля 2008 года Софийский городской суд (Болгария) вынес решение, согласно которому предоставил правовую защиту товарных знаков «Stolichnaya», «Russkaya», «Soviet wine sparkling» на территории Болгарии ФКП «Союзплодоимпорт».
- 13 марта 2009 года Верховный кассационный суд Республики Болгария признал ФКП «Союзплодоимпорт» единственным правообладателем международной регистрации товарных знаков «Stolichnaya», «Russkaya», «Soviet wine sparkling» на территории Болгарии.
- 3 марта 2010 года Верховный суд Бразилии признал действительным на территории Бразилии решение Высшего Арбитражного суда РФ об отсутствии правопреемства между ВВО «Союзплодимпорт» и акционерным обществом, которое, пользуясь схожестью названий, совершило несколько незаконных сделок, приведших к уступке государственных товарных знаков иностранным компаниям, входящим в группу S.P.I.[12]
- 24 июля 2012 года Апелляционный суд Гааги вынес решение в пользу ФКП «Союзплодоимпорт» в судебном споре за права на товарные знаки “Stolichnaya” и “Moskovskaya”, отклонив жалобу компании Spirits International, и, таким образом, подтвердил решение суда первой инстанции, признав, что компания Spirits International получила права на товарные знаки незаконным путём.
- 20 декабря 2013 года Верховный суд Нидерландов подтвердил права ФКП «Союзплодоимпорт» на товарные знаки “Stolichnaya” и “Moskovskaya” и оставил в силе решение Апелляционного суда Гааги, признавшего правомерность выводов Окружного суда Роттердама о законности передачи прав на оспариваемые товарные знаки ФКП «Союзплодоимпорт», и постановил вернуть дело в первую инстанцию для принятия решения о передаче прав на товарные знаки «Союзплодоимпорту».
- 25 марта 2015 года Окружной суд Роттердама постановил компании Spirits International прекратить поставки продукции под товарными знаками «Stolichnaya», «Moskovskaya» и внести изменения в наименование правообладателя этих товарных знаков в реестре патентного ведомства стран Бенилюкса.
- 5 января 2016 г. Апелляционный суд США отменил решение, по которому «Союзплодоимпорт» не может оспаривать право на водочный бренд Stolichnaya у SPI Group. 29 марта 2016 года Апелляционный суд Манхэттена оставил в силе свое решение от 5 января 2016 года, согласно которому «Союзплодоимпорт» имеет полные основания оспаривать права на товарные знаки Stolichnaya на территории США и отклонил ходатайство компаний группы  SPI о пересмотре.
- 9 января 2018 года Апелляционный суд города Гааги (Нидерланды) подтвердил, что товарные знаки «Stolichnaya» и «Moskovskaya» принадлежит ФКП «Союзплодоимпорт»[13] и постановил, что компания Spirits International, оспаривавшая это решение, должна прекратить продажи водки под товарным знаками «Stolichnaya», «Moskovskaya» и «Stoli» на территории стран Бенилюкс, а также обязана выплатить ФКП «Союзплодоимпорт» сумму ущерба, нанесенную незаконным использованием этих товарных знаков.
- 24 января 2020 года Верховный суд Нидерландов окончательно признал "Союзплодоимпорт" единственным законным правообладателем товарных знаков Stolichnaya и Moskovskaya на территории Бельгии, Нидерландов и Люксембурга[14].
- 28 апреля 2020 года Верховный суд Австрии вынес окончательное решение в деле о правах на товарные знаки «Stolichnaya» и «Moskovskaya», закрепил за ФКП «Союзплодоимпорт» статус законного правообладателя легендарных водочных брендов на территории Австрийской Республики и обязал компанию Spirits International B.V. возместить ущерб, нанесенный российской стороне в ходе незаконного использования указанных товарных знаков[15].
- 16 июня 2021 года Окружной суд Гааги (Нидерланды) объявил ФКП «Союзплодоимпорт» законным правообладателем водочных брендов STOLICHNAYA и MOSKOVSKAYA сразу в шести европейских странах[16].